# Burnham Football Club
Burnham F.C. é um clube de futebol de Burnham em Buckinghamshire, próximo de Slough, na Inglaterra. Fundado em 1878, atualmente compete na Southern Football League Division One Central.
O time joga de camisas quadriculadas de azul e branco, e shorts azuis. O dirigente é Jamie Jarvis.